# Lepidanthrax chalcus
Lepidanthrax chalcus är en tvåvingeart som beskrevs av Hall 1976. Lepidanthrax chalcus ingår i släktet Lepidanthrax och familjen svävflugor. Inga underarter finns listade i Catalogue of Life.